# مالینکی
مالینکی (به چکی: Malínky) یک منطقهٔ مسکونی در جمهوری چک است که در ناحیه ویشکوو واقع شده‌است. مالینکی ۳٫۴ کیلومتر مربع مساحت و ۱۳۸ نفر جمعیت دارد و ۳۹۰ متر بالاتر از سطح دریا واقع شده‌است.